# Benczúr utca (Budapest, VI. kerület)
A Benczúr utca egy mellékutca Budapest VI. kerületében, a Terézvárosban. A Felső erdősor 13-tól a Dózsa György út 86/a-ig tart.

## Története
Nyomvonala már a 19. század elején is létezett, német nevei a Városerdőre utaltak, amely mellett húzódott. 1874-ben kapta a Nagy János utca nevet - nem személyről nevezték el, hanem a két János utca közül ez volt a nagyobbik. Mai nevét 1921 óta viseli. 

## Nevezetes épületei

### Helyi védettség alatt álló épületek
- 130. Benczúr utca 1. - Felső erdősor utca 13. 29598 épület
- 131. Benczúr utca 3. 29599 épület
- 132. Benczúr utca 4. 29626 épület
- 133. Benczúr utca 5. 29600 épület homlokzata
- 134. Benczúr utca 7. 29601 épület
- 135. Benczúr utca 9. 29607/2 épület
- 136. Benczúr utca 11. 29603 épület
- 137. Benczúr utca 13. 29604 épület
- Benczúr utca 15. - Bajza utca 28. épület
- 138. Benczúr utca 18. - Bajza utca 29. 29693 épület
- 139. Benczúr utca 20. 29692 épület
- 140. Benczúr utca 21. 29707 épület
- 141. Benczúr utca 24. 29690 épület
- 142. Benczúr utca 25. 29705 épület
- 143. Benczúr utca 26. 29689 épület Benczúr utca 28. - Munkácsy Mihály utca 2.- Délibáb utca 11. épület
- 144. Benczúr utca 29. 29703 törölt védelem (2016.06.30.-műemlékké nyilvánítás miatt)
- 145. Benczúr utca 31. 29702 épület
- 146. Benczúr utca 32. 29686 épület
- 147. Benczúr utca 34. 29685 épület
- 148. Benczúr utca 35/c. 29700/1 épület
- 149. Benczúr utca 36. 29684 épület
- 150. Benczúr utca 41. 29697 épület, platánfák (rendszám:BEM41/1,BEM41/2)
- 151. Benczúr utca 43. 29696 épület
- 152. Benczúr utca 44. 29674 épület
- 153. Benczúr utca 46. 29673 épület
- 154. Benczúr utca 47. 29729/5 épület
- 155. Benczúr utca 48. - Dózsa György út 86/a. 29672 épület

### Egyéb épületek
- Benczúr u. 27. ma: Benczúr Ház (Egyedi-palota - a 19. század végén épült palota. A korábbi Postás Művelődési Központ ma Benczúr Ház néven kulturális és rendezvényközpont.)

## Képgaléria

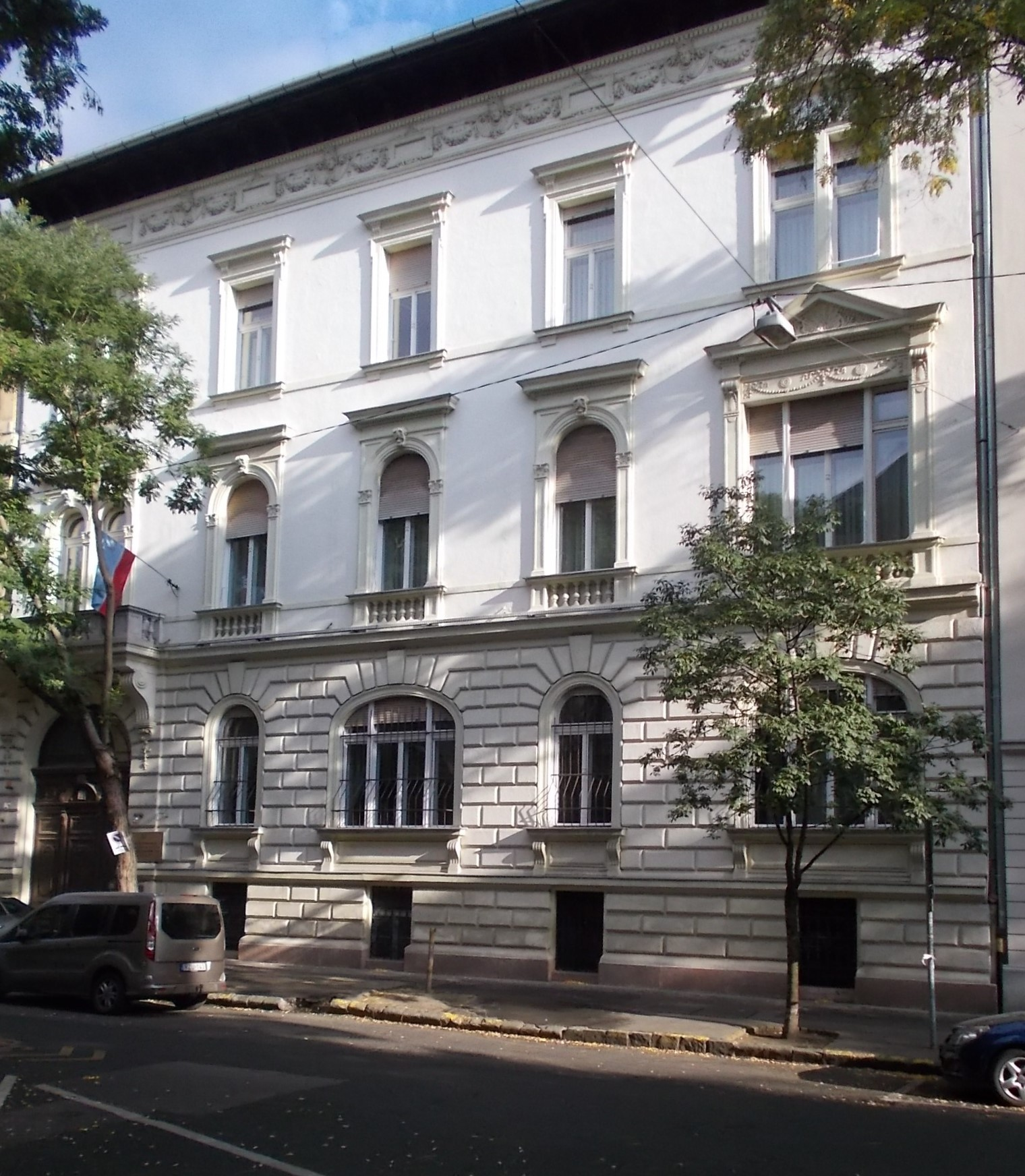
Benczúr u. 25.